# Список представителей флоры и фауны атолла Каролайн
Представители флоры и фауны, встречающиеся на атолле Каролайн:

## Флора

### Древесные растения
| Русское название        | Латинское название |
| ----------------------- | ------------------ |
| гибискус липовидный     | Hibiscus tiliaceus |
| Калофиллум              | Calophyllum        |
| кокосовая пальма        | Cocos nucifera     |
| кордия полусердцевидная | Cordia subcordata  |
| моринда лимонолистная   | Morinda citrifolia |
| панданус кровельный     | Pandanus tectorum  |
| пизония большая         | Pisonia grandis    |
| теспезия обыкновенная   | Thespesia populnea |

### Кустарники
| Русское название                                                 | Латинское название    |
| ---------------------------------------------------------------- | --------------------- |
| ксимения американская                                            | Ximenia americana     |
| суриана приморская                                               | Suriana maritima      |
| сцевола таккада                                                  | Scaevola taccada      |
| Гелиотроп Фёртера (турнефорция серебристая, аргузия серебристая) | Heliotropium arboreum |

### Травянистые растения
| Русское название             |  |
| ---------------------------- |  |
| ахирантес седеющий           |  |
| берхавия ползучая            |  |
| гелиотроп аномальный         |  |
| ипомея                       |  |
| ипомея крупноцветковая       |  |
| лапортея сорная              |  |
| липидиум двузубчатый         |  |
| полиподиопсид сколопендровый |  |
| портулак жёлтый              |  |
| псилот голый                 |  |
| сида                         |  |
| такка леонтолепестковидная   |  |
| тонкохвостик ползучий        |  |
| филлантус обыкновенный       |  |
| якорец ладанниковый          |  |

## Фауна

### Птицы, гнездящиеся на атолле
- Onychoprion fuscata чёрная крачка
- Fregata minor большой фрегат
- Sula dactylatra голуболицая олуша
- Sula leucogaster бурая олуша
- Sula sula красноногая олуша
- Fregata ariel фрегат-ариэль
- Anous stolidus обыкновенная глупая крачка
- Anous minutus малая крачка
- Gygis alba белая крачка
- Phaethon rubricauda краснохвостый фаэтон
- Procelsterna cerulea серая глупая крачка

### Другие птицы
- Pluvialis fulva зонтичная ржанка
- Numenius tahitiensis таитийский кроншнеп
- Heteroscelus incanum улиты
- Eudynamys taitensis фазанья шпорцевая кукушка

- Egretta sacra восточная рифовая цапля
- Pluvialis dominica бурокрылая ржанка
- Arenaria interpres камнешарка
- Crocethia alba песчанка

### Ящерицы
- Lepidodactylus lugubris геккон древесный
- Gehyra oceanica гехира океаническая

- Cryptoblepharus poecilopleurus сцинки
- Lipinia noctua липиния
- Emoia cyanura эмойя синехвостая
- Emoia impar эмойя

### Млекопитающие
- Rattus exulans малая крыса
- Tursiops gilli дельфины-афалины

### Черепахи
- Chelonia mydas зелёная морская черепаха

### Ракообразные
- Birgus latro пальмовый вор
- Carpilius maculatus
- Coenobita perlatus